# Геть Усіх
Громадська ініціатива «Геть Усіх» — громадська ініціатива анархічного характеру, створена націоналістичними партіями "Браство" і "Нова Сила" на фоні Політичної Кризи в Україні 2008, Світової Кризи 2008, невигідних для України Газових Угод 2009 які в свою чергу призвели до великої кількості протестів в Україні.

## Передумови
За даними кінця грудня 2008 Київського Інституту проблем керування ім. Горшеніна кожен шостий українець готовий вийти на вуличні протести у випадку погіршення економічних умов.
А вже в березні за даними Національного інституту стратегічних досліджень Юрій Рубан більше третини українців готові вийти на акції протесту для захисту своїх інтересів.
18 січня 2009 були підписані Газові Угоди, які  в умовах світової кризи ставили Україну в залежність від Російської Федерації, та піднімають ціни на ЖКХ по Україні.
З грудня 2007 Олексій Арестович пише у блог-платформі Live Journal про війну (в основному Афганістані), описує історичні факти, що він вичитав або філософські думки, що впливали в голові. Він говорить про те, що війна з путіним близиться, а ніхто на це не реагує,  Окрім того він ностальгує за армією, зізнається, що буквально плаче через її сучасний стан та ставлення до військових, а також критикує Ющенка, Тимошенко і Януковича. В процесі він натякає, що скоро все поміняється.
Це кульмінує 29 грудня 2008, коли він вперше використовує тег "Геть усіх". Зробив він це  під "Маніфестом Силовиків", автором якого він сам і став. У ньому він звертається до офіцерів. В маніфесті Олексій описує, як 17 років Україна постійно знищувала армію і паплюжила ім’я армійця і працівника міліції. Він передбачає, що постане новий Майдан, те, що цього разу цей майдан "не пропустять" і саме силовиків кинуть «загоняти народ назад у стійла». Олексій закликає силовиків не зупиняти нову хвилю Майдану, а приєднатися до протестів.
15 січня 2009 Олексій постить: 
Четыре столпа нашей революции:
Мы ищем, странствуя.
Мы добиваемся цели.
Мы - это вы.
Мы заботимся о вас.- 

Тег: Геть Усіх

## Маніфест громадської ініціативи "Геть Усіх"
20 січня Олексій публікує на своїй сторінці маніфест громадської ініціативи "Геть Усіх", до створення якого зокрема долучився.
Вся українська еліта розділена на кілька фінансово-бюрократичних угруповань, які поділили між собою основні інститути держави. ВОНИ монополізували як владу, так і опозицію. ВОНИ утримують монополію на прибутки. ВОНИ роблять все, щоб зберегти цю монополію. - цитата з маніфесту "Геть Усіх".
Автори маніфесту наполягають на тому. що політичні умови демократичним шляхом змінити буде неможливо через те, що всі ЗМІ та основні фінанси на вибори зосереджені в руках вже існуючих можновладців. І таким чином влада просто буде перерозподілятися з рук у руки вже існуючих можновладців. У їх словах була доля влади, адже з часу першого правління Кучми над країною все більше брали владу приватні монопольні підприємці - олігархи, що збирали бюджетників на провладні мітинги, розвалювали армію, проводили махінації на виборах та контролювали ЗМІ.
Своїм маніфестом вони заявляють про свої цілі: шляхом "потужних акцій громадської непокори, бойкотом влади, загально національним страйком" спонукати усіх представників поточної влади добровільно покинути свої пости. Також вони вимагають прийняття закону про Люстрацію, яка позбавить права займати вищі державні посади людям. які її займали таку в межах 10 років.

Із маніфесту:
ГАСЛА НИНІШНЬОГО ДНЯ:

1. „ГЕТЬ УСІХ!”, хто мав відношення до вищого управління державою протягом останнього десятиліття. Заборона їм усім обіймати керівні посади в органах державної влади на найближчі 10 років, в т.ч. депутатам ВР останніх скликань, членам Секретаріату Президента, міністрам.
2. Роздрібнення олігархічного капіталу. Демонополізація прибутків.
3. Фінансові канікули для боржників по іпотеці.

4. Нова сильна, відповідальна влада, яка покарає корупціонерів і подолає банківське мародерство.
Автори запускають присвячений акції форум, на якому стали публікувати "всю правду" про протести по країні, "які замовчуються".
На сьогодні форум не працює.
Символом руху стала мітла, якою учасники хотіли "змести" усіх представників влади, що "засиділися" на своїх місцях.

## Перебіг Подій

### Січень 2009

#### Київ

##### 21 січня
У Києві поблизу станції метро Хрещатик зібралося 20 молодиків, де проголошують свій маніфест.
Учасники анонсували масові протести у Києві, Одесі та Сумах. 

У акції немає оголошених лідерів. Корчинський називає себе активістом цього руху і заявив: "...сподіваюся, зараз обійдемося без начальників і вождів - вони нам зараз не потрібні".
"Скажем, Братство уже присоединилось, Новая сила, еще куча общественных организаций. Завтра будут акции в Одессе, а на следующей неделе - во всех областях. Апрель будет самым решительным месяцем", - заявил Корчинский.
У кінці акції протестувальники принесли картонний макет будівлі із фасадами Верховної Ради, СП, Кабміну та Національного банку, що символізують єдність всіх владних структур. На думку організаторів ці структури несуть відповідальність за важкі наслідки економічної кризи в Україні. Коли імпровізована будівля розкрилась, з неї на асфальт під ноги перехожих було випущено більше 450 декоративних домашніх щурів, які мали символізувати 450 депутатів. Ще по одному щуру присвятили прем'єр-міністру Юлії Тимошенко та президенту Віктору Ющенку.
Тих щурів, які не покинули "стіни" учасники віднесли під справжню Верховну Раду. За іншими даними - щурів змели мітлами на узбіччя.
Деякі СМІ через це звинуватили "Геть Усіх!" у жорстокому поводженні з тваринами. Окремі щуроводи попросили притягнути до відповідальності причетних.
У відповідь Корчинський заявив, що хоч щурів і не любить, але своїм вчинком врятував їх, оскільки ці щури призначалися для годування хижаків. І "якби він був щуром і знав, що за кілька днів його згодують хижакам, то хотів би. щоб його випустили на свободу". Також він заявив, що подібні "шокуючі" акції будуть проводитись і далі, щоб збурювати народ на протест

##### 26 січня
У Києві відбулася конференція організаторів акції: лідера "Братства" Дмитра Корчинського і глави "Наша Сила" Юрія Збитнєва.
Дмитро Корчинський: Усі проблеми України від того, що після розвалу Радянського Союзу не відбулося зміни політичної еліти. Всі ті люди, які мали бути начальниками, якби Радянський Союз не розвалився, - вони і є начальниками. Всі ці комсомольці, партхозактив, члени їхній сімей. Не відбулася зміна еліти і в 2004 році – люди, які вийшли на Майдан, допомогли перерозподілити повноваження цієї політичної еліти, і ніхто не постраждав.

Ми вважаємо, що до тих пір, поки ця українська політична еліта не буде усунена від влади повністю і на її місце не прийде нова, нічого хорошого не буде. І тому ми висунули дуже просте гасло: ми вважаємо, що всього лише для кількох сотень людей в Україні має бути заборона на професію. Вони мають піти у відставку і більше не мати права балотуватися у представницькі органи влади і обіймати будь-які керівні посади. Це депутати Верховної Ради останніх скликань, це члени Кабінету Міністрів, вже останні десять років голови Адміністрації Президента, керівники Генеральної прокуратури, Національного банку, Верховного Суду, Вищого арбітражного Суду, президенти і, власне, Президент України.
Юрій Збитнєв: Це не є прецедент – у деяких країнах приймаються рішення, коли безвідповідальна еліта або лідер відстороняються рішенням, наприклад, Конституційного Суду, на кілька років від влади без права обіймати будь-які посади. Це бажання всіх людей сьогодні абсолютно логічне, тому що влада делегована нами, і вона виконує певні функції керівництва державою. Ми розуміємо, що необхідно змінювати систему і необхідно змінювати тих лідерів, які є.

#### Одеса

##### 22 січня
На день соборності України у центрі Одеси– на Соборній площі – за участю активістів одеської обласної організації УНА-УНСО, руху «Братство», громадської організації «Слава та честь» (СІЧ) була проведена акція "Смерть політичного режиму заради Соборності України!" від "Геть усіх". Вийшло приблизно 20 людей.
Учасники заявили, що "Соборність України знаходиться у справжній небезпеці через дії центральної влади" та закликали народ не вірити «брехні кабінетних бюрократів», бойкотувати вибори (будь-які) та «виходити на вулицю»
.Fктивістів, обладнаних табличками з назвами партій поставили на коліна на підстелений банер «Одеса за Партію регіонів!» і «розстріляли» у потилицю з муляжа пістолета.  Потім учасники познімали з держаків принесені з собою прапори різних політичних сил (КПУ, БЮТ, Партії регіонів та ін.), скинули їх в урну та підпалили.

Під час цієї акції Дмитро Лінько, координатор акції "Геть Усіх" в Одесі, заявив, що незабаром вони влаштують такий «майдан», після якого події 2004 року «здадуться маленьким фестивалем».

«Борьба с коррупцией и бюрократией должна идти не через выборы, не через антикоррупционные комитеты, а через народные протесты. Народ сам должен управлять государством». - Дмитро Лінько.
«Ми поставили собі за мету: революцію, революцію через вулицю», - додав Дмитро Лінько, голова одеського "Братства".

##### 30 січня
Координатор руху "Геть Усіх" в Одесі Дмитро Линько на брифінгу анонсував автопробіг протесту із більш ніж 100 автомашин у четвер 5 лютого. Там же він наголосив, що в Києві взяти участь у акції висловило бажання більше 1000 автомобілістів. 
На питання хто ж стане новими лідерами України після зміщення чинної влади Дмитро заявив, що "ці імена народяться в процесі акції непокори".